# Ferrovia Siracusa-Gela-Canicattì
La ferrovia Siracusa-Gela-Canicattì è una linea ferroviaria a semplice binario non elettrificata di RFI che collega Siracusa sul versante jonico della Sicilia con il versante mediterraneo, attraversando, con andamento est-ovest, un buon numero di grossi centri urbani fino a raggiungere la stazione di Canicattì, comune alla linea Caltanissetta-Agrigento. 
La linea prosegue con il tratto per Caltanissetta Xirbi da Canicattì della ferrovia Caltanissetta Xirbi-Agrigento inaugurata tra il 1874 e il 1880.

## Storia

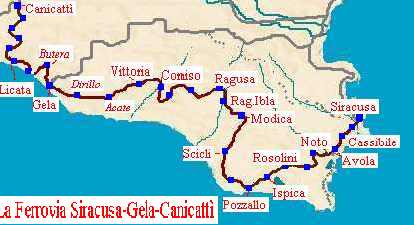
La mappa della ferrovia

La costruzione dell'intera linea fu abbastanza tardiva rispetto alle altre della Sicilia e venne inquadrata tra quelle cosiddette complementari, cioè tra le linee che potevano essere costruite, ma con un contributo da parte degli enti locali. Dato che l'interesse maggiore era quello di far arrivare lo zolfo alle raffinerie della costa e al Porto di Licata, Canicattì e il comprensorio nisseno erano stati collegati sin dal 24 settembre 1876.

| Tratta                  | Inaugurazione    |
| ----------------------- | ---------------- |
| Canicattì-Campobello    | ?                |
| Campobello-Favarotta    | 23 maggio 1880   |
| Favarotta-Licata        | 24 febbraio 1881 |
| Siracusa-Noto           | 5 aprile 1886    |
| Licata-Licata molo      | 26 novembre 1888 |
| Licata-Gela             | 29 marzo 1891    |
| Noto-Modica             | 23 dicembre 1891 |
| Siracusa-Siracusa Porto | 13 agosto 1892   |
| Gela-Comiso             | 14 marzo 1893    |
| Comiso-Modica           | 18 giugno 1893   |

Tra il maggio del 1880, con la tratta Campobello-Favarotta di 27 km, e il 24 febbraio 1881, col proseguimento di 18 km fino a Licata, fu realizzato il collegamento con la costa.
Nel 1883 venne appaltato il tratto da Siracusa a Noto, di 30,7 km, e venne attivato dalla Società per le Strade Ferrate della Sicilia, subentrata nell'esercizio alle "Strade ferrate calabro-sicule", il 5 aprile del 1886.
Vennero attivate anche le stazioni di Cassibile ed Avola, ma per Noto fu approntata una stazione provvisoria nell'attesa che il 20 settembre 1887 si attivasse quella definitiva.	
Il 29 marzo 1891 Licata fu collegata con Gela, a quel tempo, chiamata ancora Terranova di Sicilia; la lunghezza della tratta era di 35,4 km e comprendeva le stazioni di Falconara, Butera e Terranova di Sicilia.
Alla fine dell'anno, il 23 dicembre, venne aperto all'esercizio anche il tronco di linea Noto - Modica, lungo 59,49 km, comprendente la fermata di San Paolo e le stazioni di Rosolini, Spaccaforno (l'antico nome della odierna Ispica), Pozzallo, Sampieri, Scicli e Modica. Due anni dopo, nel 1893, fu la volta del tronco Terranova di Sicilia - Comiso, di 37,5 km.
Infine, l'apertura all'esercizio del tronco di 52,7 km tra Comiso e Modica, il 18 giugno dello stesso anno, completò l'intera tratta da Siracusa a Canicattì. Quest'ultimo tronco comprendeva le stazioni di Donnafugata, Genisi, Ragusa e Ragusa Inferiore (in seguito chiamata Ragusa Ibla), fornite anch'esse del telegrafo per la circolazione dei treni, del binario di incrocio, di sagoma limite e di piano caricatore.
Le stazioni della linea erano autorizzate a tutti i trasporti in servizio interno ed anche cumulativo con le stazioni della ferrovia Sicula Occidentale e con quelle delle Reti Mediterranea ed Adriatica.
Nonostante il progetto di collegare la linea con Caltagirone e Catania fosse stato approvato nel 1911 i lavori vennero portati avanti con lentezza estrema tanto che il collegamento, nella Stazione di Gela, avvenne solo nel novembre 1979.
Nel 1935, il 28 aprile, veniva attivata dalla stazione di Noto la diramazione per Pachino che raggiungeva il punto più a sud della rete FS costeggiando l'attuale Oasi di Vendicari; la linea rimase in funzione fino al 1º gennaio 1986 quando l'esercizio fu sospeso definitivamente.

### L'attraversamento ferroviario di Ragusa
La tratta ferroviaria ragusana è, in termini strutturali e progettistici, una mastodontica opera di ingegneria. I progettisti sembra abbiano preso spunto dalla ferrovia del Gottardo, in particolare ai tornanti di Wassen in Svizzera, con un percorso esattamente elicoidale, per vincere i forti dislivelli del territorio ibleo. Si racconta che l'ingegnere inglese che si occupò della direzione dei lavori arrivò addirittura al suicidio nel timore che i suoi calcoli per le gallerie elicoidali fossero stati eseguiti scorrettamente. Il 18 giugno 1893 vi transitò il primo treno.
In quella data fu inaugurata la tratta Comiso-Modica, parte del lungo tratto di 264 km che circumnaviga tutta la parte a sud della Sicilia la cui costruzione, a partire dal 1886 avvenne per tappe. La parte fra Modica e Ragusa fu proprio la più difficile e complicata da costruire e solo il 19 aprile del 1896 la prima locomotiva in servizio effettivo giunse a Ragusa. A causa dell'orografia accidentatissima della zona la ferrovia da Siracusa, dopo aver passato le stazioni di Pozzallo e Ispica, si dirige a nord infilandosi in uno stretto vallone roccioso in cui si trova Scicli e la sua stazione. A mezzacosta, grazie a gallerie e ponti, il binario serpeggia da un lato all'altro del vallone che in certi punti assume le caratteristiche di un vero e proprio canyon americano; dirigendosi verso nord la linea giunge a Modica con un'ampia curva passando, poco prima di entrare in stazione, sotto l'imponente viadotto Guerrieri della SS 115. Ripartito da Modica, il treno s'infila in una lunga galleria che sottopassa la città sbucando in un vallone parallelo a quello percorso prima dalla ferrovia. Qui la linea prosegue ancora verso nord lungo il corso del fiume Irminio, che sovrappassa con un ponte in ferro poco prima della stazione di Ragusa Ibla. La stazione di Ibla è dotata di torre acqua e ampio scalo perché qui stazionavano le locomotive da aggiungere per la spinta in coda ai treni pesanti in salita verso Ragusa superiore. Poco dopo aver lasciato Ibla, il binario piega decisamente verso ovest fino a compiere una curva di 180° e in direzione sud fino ad infilarsi in una galleria sotto la rupe che sostiene la città barocca. L'uscita di questa lunga galleria in curva e forte salita è appena sotto Ragusa, in una stretta gola dominata dalle case della città. Appena uscito, il treno passa sotto una brevissima galleria con portali in roccia viva infilandosi poi nuovamente in un'altra lunga galleria in curva e salita che con un elicoide, in parte all'aperto, porta i binari alla quota della città (515 m. s.l.m.). Il percorso all'aperto di questo tornante permette una vista impareggiabile su tutta la città antica, che "assiste" al passaggio dei treni sul tornante come in una ripresa cinematografica. Con un'ulteriore curva la linea si riporta ancora in direzione nord e giunge finalmente alla stazione di Ragusa superiore. Lo scalo ragusano disponeva di un ampio scalo merci (recentemente soppresso) e di due soli binari per il traffico passeggeri. Tutta la stazione è posizionata leggermente in curva. La linea per Canicattì prosegue da qui ancora con una curva che riporta i treni verso sud e poi verso ovest dove, sempre a binario unico, prosegue con andamento più tranquillo verso contrada Genisi, il castello di Donnafugata e Comiso.
Quando nel novembre 1979 venne aperto al traffico il tratto Caltagirone-Gela della linea proveniente da Catania, itinerario più breve e più moderno che permetteva di evitare il lungo giro siracusano verso Catania e il nord, incominciò il lento declino del traffico merci nella tratta ragusana.
Oggi la linea è servita dai treni Minuetto che effettuano i Regionali Veloci Modica-Caltanissetta Xirbi (con cambio per Palermo), mentre dall'11 giugno 2023 hanno iniziato a circolare anche i treni Blues, bimodali (alimentazione sia Diesel che elettrica) e di ultima generazione, nei primi tempi con limitazioni, ormai superate. I Blues, che hanno rimpiazzato le automotrici ALn668, dismesse definitivamente da Trenitalia Sicilia a marzo 2024, effettuano tutti i Servizi Regionali da Siracusa a Gela, e in prevalenza anche i Regionali Veloci per Caltanissetta Xirbi (coincidenza per Palermo con treni elettrici provenienti da Catania). Un treno diretto collega Modica con Augusta, per l'utilizzo da parte del personale impiegato presso il polo petrolifero di Melilli-Priolo-Augusta. Una grave pecca al momento è la mancanza di un treno diretto da Modica a Catania, che può essere raggiunta solo con cambio treno a Siracusa.
La tratta, tortuosa e con elevate pendenze, che attraversa e collega direttamente i più grandi centri urbani ragusani, ha negli ultimi anni subito un certo ammodernamento. Il traffico merci su rotaia però è quasi inesistente, nonostante l'alto potenziale costituito dalle aree di grande produttività di Ragusa, Modica, Vittoria e gli intensi scambi commerciali del porto di Pozzallo.
Dopo una lunga chiusura è stata riaperta la tratta Gela-Licata-Canicattì, precedentemente chiusa per lavori di consolidamento e manutenzione straordinaria.

## Caratteristiche

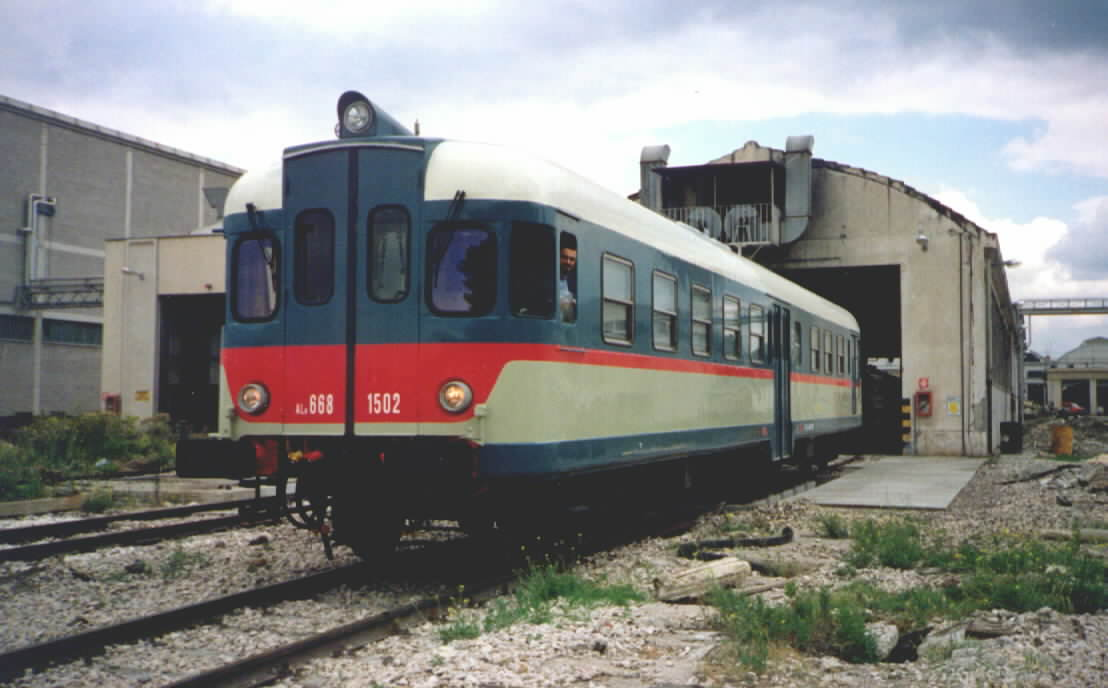
Una delle presenze abituali della linea fino al 2009: ALn 668.1502 del Deposito Locomotive di Catania

| Unknown route-map component "exCONTg" |

| Unknown route-map component "KBHFxa" |

|  | Unknown route-map component "eABZg+l" | Unknown route-map component "exKBHFeq" |

| Unknown route-map component "KDSTaq" | Unknown route-map component "ABZgr" |  |

| Unknown route-map component "CONTgq" | Unknown route-map component "ABZgr" |  |

| Unknown route-map component "hKRZWae" |

| Non-passenger station/depot on track |

| Stop on track |

| Non-passenger station/depot on track |

| Unknown route-map component "hKRZWae" |

| Station on track |

| Unknown route-map component "SKRZ-Au" |

|  | Unknown route-map component "eABZg+l" | Unknown route-map component "exCONTfq" |

| Station on track |

| Unknown route-map component "hKRZWae" |

| Enter and exit tunnel |

| Unknown route-map component "SKRZ-Au" |

| Non-passenger station/depot on track |

| Unknown route-map component "hKRZWae" |

| Unknown route-map component "SKRZ-Au" |

| Station on track |

| Station on track |

| 365+526 |
| 364+127 |

| Station on track |

| Station on track |

| Station on track |

| Unknown route-map component "hKRZWae" |

| Enter and exit tunnel |

| Station on track |

| Enter and exit tunnel |

| Unknown route-map component "hKRZWae" |

| Non-passenger station/depot on track |

| Unknown route-map component "STRc2" | Unknown route-map component "STR3" |  |

| Unknown route-map component "tSTR+1a" | Unknown route-map component "STR+l" + Unknown route-map component "STRc4" | Unknown route-map component "STR+r" + Unknown route-map component "PORTALf" |

| Unknown route-map component "t3STR2" | Unknown route-map component "-3KRZt" | Unknown route-map component "t3STR3" |

| Unknown route-map component "CSTRa" |

|  | Unknown route-map component "CSTRe@f" | Unknown route-map component "exKINTa" |

|  | Unknown route-map component "eKRWg+l" | Unknown route-map component "exKRWr" |

| Unknown route-map component "exKXBHFa-L" | Unknown route-map component "XBHF-R" |  |

| Unknown route-map component "exCONTr+g" | Unknown route-map component "CSTRae" |  |

| Unknown route-map component "eBHF" |

| Station on track |

| Unknown route-map component "HSTeBHF" |

| Unknown route-map component "hKRZWae" |

| Station on track |

| Unknown route-map component "HSTeBHF" |

| Non-passenger station/depot on track |

| Unknown route-map component "hKRZWae" |

| Unknown route-map component "eHST" |

| Stop on track |

|  | Unknown route-map component "ABZg+l" | Unknown route-map component "KINTeq" |

| Unknown route-map component "CONTgq" | Unknown route-map component "ABZg+r" |  |

| Unknown route-map component "KRW+l" | Unknown route-map component "xKRWgr" |  |

| Station on track | Unknown route-map component "exBHF" |  |

| Unknown route-map component "KRWl" | Unknown route-map component "xKRWg+r" |  |

| Non-passenger station/depot on track |

| Non-passenger station/depot on track |

| Unknown route-map component "hKRZWae" |

|  | Straight track | Unknown route-map component "exCONTl+f" |

|  | Unknown route-map component "XBHF-L" | Unknown route-map component "exXBHF-R" |

|  | Straight track | Unknown route-map component "exCONTl+g" |

| Non-passenger station/depot on track |

| Unknown route-map component "eBHF" |

| Station on track |

| Non-passenger station/depot on track |

|  | Straight track | Unknown route-map component "exCONTl+f" |

| Unknown route-map component "exCONTgq" | Unknown route-map component "eKRZu" | Unknown route-map component "exABZg+r" |

|  | Unknown route-map component "XBHF-L" | Unknown route-map component "exKXBHFe-R" |

|  | Unknown route-map component "ABZgl" | Unknown route-map component "CONTfq" |

| Continuation forward |

La linea ferroviaria Siracusa-Canicattì è a semplice binario non elettrificato, pertanto è stata esercita con trazione a vapore fino alla metà degli anni settanta quando l'arrivo dei primi locomotori diesel D.343 ne ha permesso la progressiva eliminazione. I servizi viaggiatori hanno tratto molto giovamento dall'entrata in servizio, verso la fine degli anni trenta, delle automotrici che permettevano velocità più sostenute soprattutto nelle tratte in salita, molto frequenti sulla linea.
L'andamento piano-altimetrico della linea è quanto mai difficile vista l'orografia del territorio attraversato, caratterizzato da prevalenza collinare, con frequenti falesie e strette vallate percorse da fiumi e da torrenti in secca nell'estate e con piene improvvise nelle altre stagioni. Tale situazione ha imposto pesanti vincoli ai progettisti, stretti tra l'esigenza di contenere i costi limitando al minimo viadotti e gallerie (dato il carattere di ferrovia complementare assegnatole), e la necessità di non escludere nessuno dei tanti grossi centri abitati che caratterizzano il territorio delle tre provincie di Caltanissetta, Ragusa e Siracusa attraversate dalla ferrovia.
Tutto questo si è concretizzato in una linea dall'andamento fortemente tortuoso e con pendenze e contropendenze che raggiungono il 30 per mille in molti casi. Tuttavia per raggiungere Ragusa si è fatto ricorso ad un percorso elicoidale, del tipo in uso nelle ferrovie svizzere, che permette alla linea di risalire dal fondo-valle del fiume Irminio alla quota della stazione di Ragusa.
La linea venne armata con rotaie Vignoles da 36 kg/m e solo alla fine degli anni settanta, dopo aver rischiato più volte la chiusura nonostante l'indubbia utilità per il traffico passeggeri e merci, è stata rinnovata con uso di rotaie da 50 kg/m e traverse in calcestruzzo precompresso.
Nella primavera del 2019, è stato completato il rinnovamento di tutto l'armamento della linea da Canicattì a Siracusa, con rotaie da 60 kg/m, e con traverse in calcestruzzo precompresso di ultima generazione.

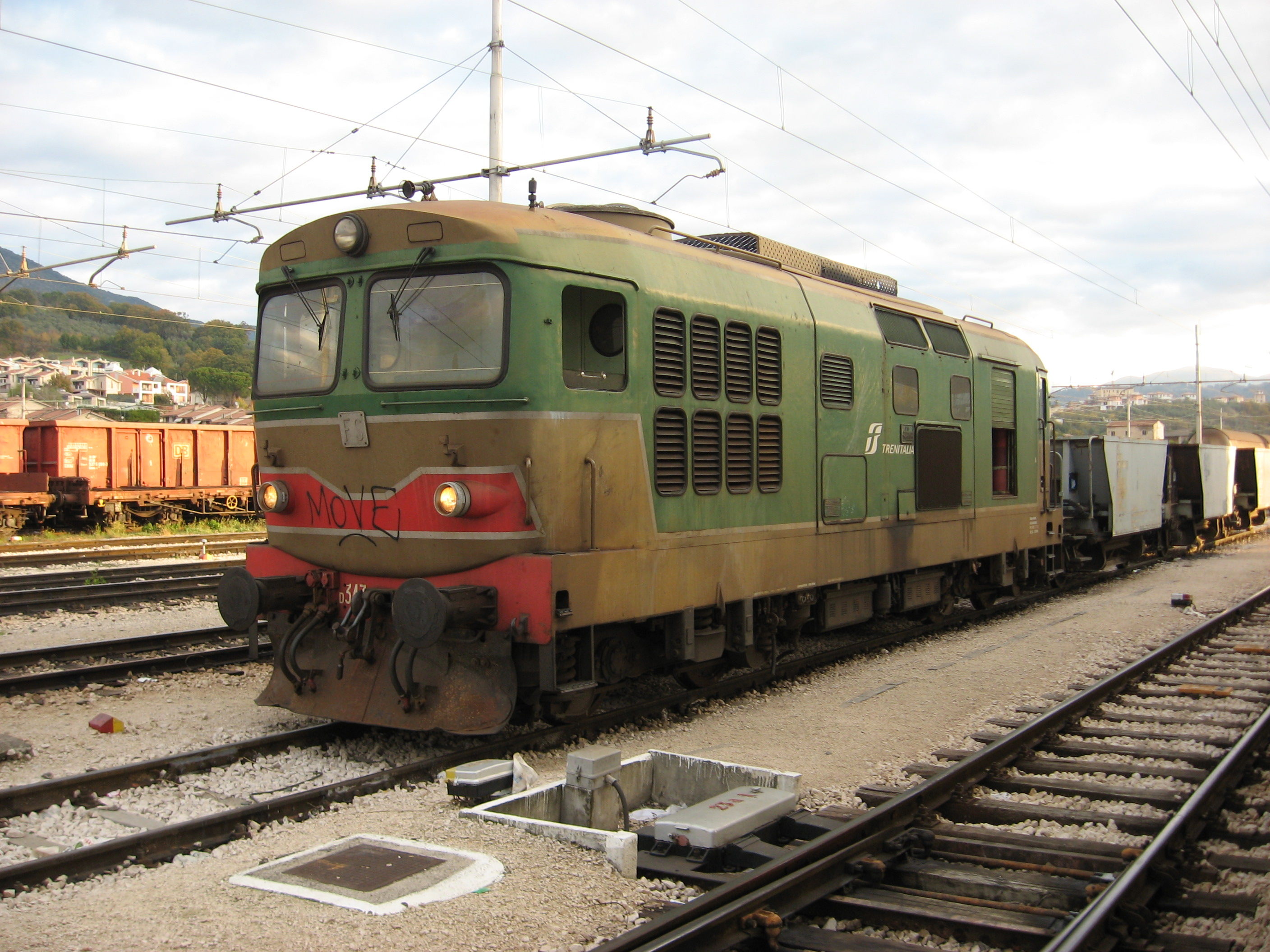
Le D.343 che permisero l'eliminazione della trazione a vapore tra Siracusa e Canicattì

Gli impianti di stazione vennero previsti sin dall'inizio completi di attrezzature per carico merci, sagome limite, piani caricatori e magazzini merci dato che ci si aspettava un buon traffico dalla linea. Erano provviste di segnalamento semaforico ad ala che nelle stazioni principali era di prima categoria.
Per le esigenze legate al servizio, alla manutenzione e al rifornimento delle locomotive vennero costruiti il Deposito Locomotive di Modica, quello di Licata e di Siracusa; vennero dotati di tutte le attrezzature necessarie come le piattaforme girevoli, i piani caricatori per il carbone e le colonne idrauliche di rifornimento per le locomotive a vapore, nonché di rimesse coperte e grandi serbatoi d'acqua, uffici e alloggi per il personale.
Per quanto riguarda la velocità grazie ai lavori di riammodernamento e rinnovamento sul tratto che va da Comiso a Canicattì la velocità massima è stata portata fino a 140 km/h (rettilineo sulla piana di Gela), con diversi tratti a 100-105 e 130 km/h in rango C; ciò ha permesso rispetto agli anni precedenti, una riduzione tempi di percorrenza fino a 40 minuti. Invece sulla tratta Comiso - Modica - Siracusa la velocità massima si ferma a 90 km/h in rango B.

### Il ponte sull'Irminio
Il ponte sull'Irminio, anche chiamato Ponte di Ferro, è un'infrastruttura caratteristica di scavalco del fiume Irminio, che scorre ad est dell'abitato di Ragusa Ibla.
Aperto al traffico nel 1893, faceva parte della tratto più impegnativo dal punto ingegneristico di questa ferrovia. Il primo ponte, della lunghezza di soli 60 m, fu parzialmente distrutto da un'alluvione il 26 settembre del 1902. Nel novembre del 1909 fu teatro di incidente ferroviario che causò la morte di 3 persone ed il ferimento di altre 4. Durante il XX secolo l'arco più meridionale del ponte e parte del tratto in rilevato che portava il tracciato ferroviario verso la stazione di Ragusa Ibla furono sostituiti da due traverse in ferro.
L'impalcato del ponte originale era composto da archi a tutto sesto, della luce di circa 16 m ciascuno, realizzati in muratura di calcare duro (pietra locale). Dopo l'alluvione del 1902 la parte crollata di ponte fu ricostruita con due traverse in ferro (strutture intelaiate da 40 m) che scavalcano il fiume con una luce maggiore in modo da lasciare libero il letto dell'Irminio. Restano solo due degli archi del 1893 che sommati alla struttura in metallo portano la lunghezza totale del ponte a circa 120 m.

### Sistemi di esercizio
Il primo sistema di circolazione fu basato sull'uso del telegrafo, di cui erano dotate le stazioni della linea che permetteva l'invio del treno in sicurezza dopo che il capostazione di ogni stazione di partenza aveva ricevuto il dispaccio di treno precedente giunto alla successiva stazione. La trazione dei treni venne stabilita a vapore.
In seguito venne estesa anche alla suddetta linea la circolazione a Dirigenza unica con l'installazione di telefoni tipo Western a cassetta di legno e generatore a manovella collegati in parallelo alla linea telefonica del Dirigente Unico che aveva sede a Siracusa, Modica e Licata. Il personale dei treni, capotreno e macchinista cooperavano assieme al DU per l'effettuazione delle operazioni relative alla circolazione dei treni.
A partire dalla fine degli anni settanta venne iniziato l'adeguamento agli standard moderni con l'installazione delle apparecchiature di stazione e di linea per la circolazione con Dirigente Centrale Operativo e blocco conta-assi istituendo le sedi del DCO di Ragusa per la tratta Gela-Modica e di Siracusa per quella da Modica a Siracusa. Il 27 giugno 2010 il telecomando DCO dell'intera linea è stato trasferito dalle sedi precedenti a quella unificata di Palermo.

## Movimento
Il servizio ferroviario svolto dalla Rete Sicula non prevedeva servizi ferroviari che percorressero l'intera linea ma collegamenti distinti tra le località più importanti, tutti con carrozze di 1ª, 2ª e 3ª classe. Un treno omnibus collegava Vittoria, Ragusa, Modica e Siracusa proseguendo fino a Catania con una durata di viaggio di circa 8h e 15m; il corrispondente in senso inverso impiegava 8h e 25m circa. Una coppia di misti collegava Siracusa e Modica. Una coppia di misti collegava Modica e Licata mentre un'altra coppia serviva la tratta Modica-Terranova di Sicilia (Gela). Infine una coppia serviva la tratta Terranova-Licata. Sul tratto Canicattì-Licata il servizio era svolto da 3 coppie di treni misti giornalieri che avevano fine corsa a Licata.
Ad oggi la linea è percorsa da treni regionali della relazione Siracusa-Modica-Gela e dalla ramificazione Caltanissetta Xirbi-Gela-Modica. In passato era percorsa da un regionale proveniente da Palermo e diretto a Modica.
Il servizio domenicale e festivo è stato sospeso il 28 marzo 2010 ed è stato riattivato dopo dieci anni, precisamente il 12 luglio 2020, ma soltanto per la relazione che partendo da Siracusa, arriva solo fino alla fermata del castello di Donnafugata, subito dopo Ragusa.
Negli ultimi anni, compreso il potenziale turistico della ferrovia e dei comuni attraversati con le loro attività e attrazioni turistiche, è stato lanciato da Trenitalia e Regione Siciliana il "Barocco Line", il quale ha riscosso un grande successo.

## Rotabili utilizzati
La linea è stata aperta all'esercizio con l'uso della trazione a vapore. Sono state utilizzate, nel tempo, varie locomotive:

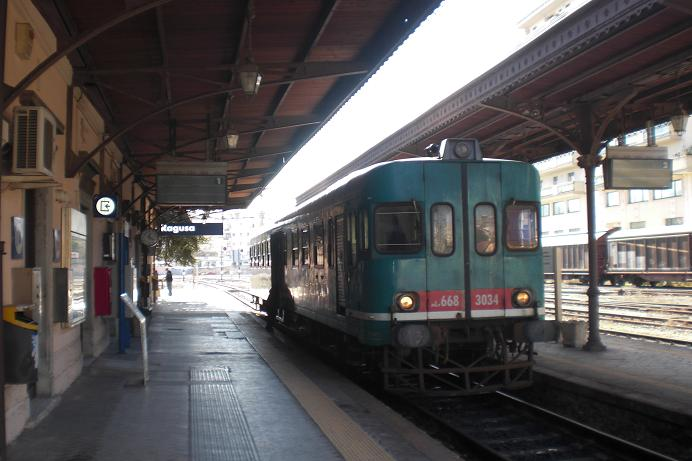
La ALn 668 3034 alla stazione di Ragusa

- Locomotive RS 1-28 per treni viaggiatori;
- Locomotive RS 101-167 per treni viaggiatori e merci;
- Locomotive RS 201-212 per treni viaggiatori;
- Locomotive RS 351-358 per manovra e spinte in coda ai treni;
- Locomotive RS 251-256 per treni viaggiatori;
- Locomotive RS 301-325 per treni merci e spinta;
- Locomotiva FS 420 per treni merci e spinta;
- Locomotiva FS 851 per treni viaggiatori;
- Locomotiva FS 905 per treni viaggiatori;
- Locomotiva FS 476 per treni merci;
- Locomotiva FS 740 per treni viaggiatori e merci;
- Locomotiva FS 940 per treni viaggiatori;
- Locomotiva FS 480 per treni merci;
- Locomotiva FS 741 per treni viaggiatori e merci;
- Locomotiva FS 744 per treni viaggiatori;

A partire dalla seconda metà degli anni trenta i servizi viaggiatori sono stati migliorati con l'introduzione di automotrici:
- Automotrice ALn 56 Fiat
- Automotrice ALn 556 Fiat
- Automotrice ALn 772

Dalla metà degli anni settanta il servizio merci ha avuto un maggiore impulso con la sostituzione delle locomotive a vapore con le nuove locomotive diesel-elettriche:
- Locomotiva FS D.343

Il servizio ora viene assicurato da:
- Blues  per Regionali e Regionali Veloci
- Minuetti Diesel ALn 501/502 per i Regionali Veloci.

## Il Treno del Barocco
Il treno del Barocco del Val di Noto, tra Siracusa e Donnafugata, venne inaugurato il 21 marzo 2005, per iniziativa dell'Associazione Treno Barocco, previo accordo tra Trenitalia e l'Assessorato al Turismo della Regione Siciliana. Il treno era composto da tre carrozze storiche e dalla locomotiva 740.244 che era stata di stanza per lunghi anni al Deposito locomotive di Modica. Agli inizi del 2008, dal 2 marzo al 28 settembre, venne prevista la possibilità di viaggiare sulla linea al costo di circa € 20. Il treno, composto di automotrici Aln 668, effettuava tutte le fermate nelle quali ciascun comune aveva previsto, a disposizione dei viaggiatori, un bus navetta gratuito e, le due province attraversate, una guida turistica per visitare le città di fermata.
L'area attraversata dal treno del Barocco è quella del Val di Noto (patrimonio UNESCO) tra Siracusa, Noto, Scicli, Modica e Ragusa. L'esperienza si è ripetuta in date diverse anche negli anni successivi alternando composizioni composte di locomotiva diesel D.343 e carrozze "Centoporte" restaurate e partenze anche da Catania.